# Ятир

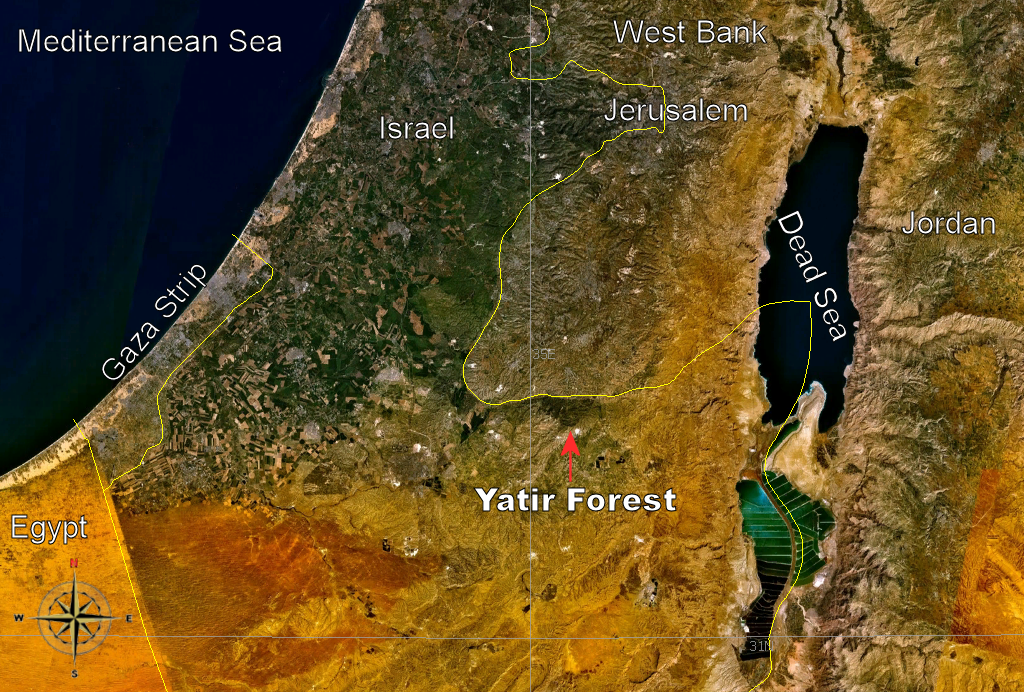
Расположение Леса Ятир.

Ятир (ивр. יער יתיר‎) — крупнейший лесной массив Израиля, занимает площадь более 40 км².
Лес Ятир расположен на Хевронском нагорье, в северной части пустыни Негев, на высоте 600—900 м над уровнем моря. Является самым южным лесным массивом в Израиле.
Посажен при непосредственной поддержке Общества охраны природы и «Керен Каемет ле-Исраэль». Работы были начаты в 1964 году. Посадки деревьев организуются каждый год.
Число деревьев — более четырёх миллионов, там растут иерусалимская сосна, кипарисы, дубы. По периметру разбиты вишнёвые, персиковые сады, миндалевые рощи и виноградники.
Является популярным местом отдыха, в нём проложены оборудованные туристические маршруты.